# Jorge Humberto Pinzón
Jorge Humberto Pinzón Malagón (Moniquirá, Boyacá, 10 de enero de 1968) es un compositor colombiano de música clásica contemporánea, quien se ha destacado no solo como creador, sino también como oboísta, pianista y docente.

## Biografía
Comenzó sus estudios musicales en 1981 en la Escuela Superior de Música de Tunja (ESM). Allí inició estudios de piano y teoría con Jorge Zorro y oboe con Rizshard Jarosik. En 1984 participó en el Primer Concurso Nacional de Piano "Jóvenes Talentos", y dos años más tarde obtuvo mención de honor Summa cum laude de la ESM.
En 1987 fue pianista del ballet clásico Incolballet y profesor de solfeo y armonía en el conservatorio Antonio María Valencia de Cali. Posteriormente obtuvo una beca para realizar estudios en Rusia, y en Moscú, concursó para ingresar al conservatorio Chaikovski, el más importante de la Unión Soviética y uno de los más prestigiosos del mundo, en donde estudió oboe con Mamed Mamedovich Orudzhev, piano con Boris Georgievich Smolyakov  y composición con Vladislav Germanovich Agafonnikov desde 1988 hasta 1994. 
En 1992 participó en el Festival Internacional de Jóvenes Solistas "Salud América", en la ciudad de Samara, Rusia, y se graduó del Conservatorio, obteniendo el título de Master of Fine Arts. Luego participó en el III Festival Internacional de Música Antigua en Moscú. En 1994 viajó a Perú, en donde se desempeñó como primer oboe de la Orquesta Filarmónica de Lima.
A su regreso a Colombia en 1995, participó en el XXIII Festival Internacional de la Cultura en la ciudad de Tunja, Boyacá. 
Durante cinco años perteneció a la Banda Sinfónica Nacional, dependencia del Ministerio de Cultura.
En 1998 participó en la XII audición del ciclo "Compositores Colombianos, en el   Concurso Nacional de Composición convocado por el Instituto Distrital de Cultura y Turismo de Bogotá y en 1999 participó en el VI Festival de Música Contemporánea. En 2001 su obra Evocación para piano fue galardonada como la mejor interpretación de música del país de procedencia, en el III Concurso Iberoamericano de Piano, en La Habana, Cuba.
En 2002 fue ganador del III Concurso de Compositores Colombianos con la Orquesta Sinfónica de Colombia. Sus obras han sido interpretadas por las orquestas Filarmónica de Bogotá, Orquesta Sinfónica Nacional de Paraguay, Orquesta Sinfónica del Conservatorio (UNAL), Orquesta Sinfónica del Tolima, Orquesta Filarmónica de Cali, Banda Sinfónica del Conservatorio de Santa Cruz de Tenerife, Orquesta de sopros da Escola Superior de música de Lisboa, Portugal. En 2005 estrenó su Concierto para trombón y orquesta con la  Filarmónica de Bogotá.
En 2006 participó en el III Congreso Nacional de la Música, Ibagué, Tolima.
En 2008 es invitado al IV Congreso Iberoamericano de Compositores y Arreglistas en la ciudad de Santa Cruz de Tenerife, España, y en este mismo año participa en la semana Colombo-Catalana.
Sus obras han sido interpretadas en Colombia, Perú, Venezuela, Paraguay, Cuba, México, Estados Unidos, Polonia, Rusia, España, Portugal, Grecia, Japón y Austria.
Ha sido profesor de la Universidad Pedagógica Nacional, Universidad Antonio Nariño, Universidad Central, profesor adjunto de la Universidad Nacional de Colombia, Universidad Tecnológica de Pereira, en los programas de Maestría.
Algunas de sus obras han sido seleccionadas para los concursos nacionales de Oboe, Clarinete, Piano, Percusión y Dirección Sinfónica.
Desde 2003 se desempeña como director del Departamento de Composición, Teoría y Orquestación en la Facultad de Música de la Universidad Juan N. Corpas de Bogotá.

## Obras
- Pasillo "Moniquirá" (1990)
- Ilusión fugaz para piano, I, II y III (1990)
- Suite para dos oboes (1991)
- Invención a dos voces (1992)
- Invención a tres voces (1992)
- Fuga (1992)
- Sonatina para violín y piano (1992)
- Evocación para oboe y piano (1992)
- Fantasía para cuerdas y órgano sintetizador (1994)
- Tres miniaturas para clarinete solo (1996)
- Evocación para flauta y piano (1996)
- Evocación para violonchelo y piano (1996)
- Evocación I para marimba (1996)
- Evocación para trompeta y piano (1997)
- Concierto para oboe y cuerdas (1998)
- Evocación para piano (1998)
- Preludio y fuga para clarinete y piano (1998)
- Evocación II para marimba (1999)
- Fábula de los gnomos para banda sinfónica (2000)
- Fábula de los gnomos versión orquestal (2000)
- Reflejo sinfónico para orquesta (2001)
- Microcosmos para clarinete y cuarteto de cuerdas (2001)
- Microcosmos para piano (2001)
- Toccata para piano (2002)
- Quinteto para marimba, contrabajo, piano y doble percusión (2003)
- Procesión de cobres (2003)
- Orión, pequeño cuarteto de cuerdas (2004)
- Toccata para la Musa (2004)
- Concierto para trombón y orquesta (2005)
- Suite para piano "Casiopeia" (2006)
- Rapsodia para violín y piano " Andrómeda" (2007)
- Reflejo sinfónico, versión banda sinfónica (2008)
- Perseus, para violonchelo y piano (2008)
- Pleyades, para coro, orquesta de cuerdas y órgano (2008)
- Taurus, cuarteto de cuerdas (2009)
- Taurus, sinfonía para cuerdas (2009)
- Scorpius, Trío para  soprano, violín y piano (2010)
- “Capricornius” Concierto para violín y orquesta (2011)
- Evocación para contrabajo y piano (2011)
- Danzas 1 y 2 para violín solo (2011)
- Mobile para contrabajo y piano (2012)
- Mobile para fagot y piano (2012)
- Mobile para clarinete y piano (2012)
- Mobile para saxofón y piano (2012)
- El mensaje del colibrí para Arpa y Cuerdas (2013)
- Opera de Cámara “Muerte accidental de un anarquista” (2013)
- “Hydrus” para violonchelo y piano (2014)
- Sinfonía  “La Pachamama” (2015)
- “Cygnus”  cuarteto de cuerdas (2015)
- Mobile para Tuba y Piano (2016)
- “Polaris”  cuarteto de clarinetes (2017)
- “Cygnus”  sinfonía para cuerdas (2017)
- Concierto para Oboe y Orquesta (2017)
- “Serpens” para Clarinete y Piano (2017)
- Poemas Lontanos para Viola y Piano I y II (2018)
- “Virginis” para Viola Sola (2018)
- Rapsodia a los Cuatro Elementos para Chelo y Orquesta de Cuerdas (2018)
- “Taurus” Versión Orquestal (2019)

- Datos: Q5935294